# Coup d'État (film, 1973)
Pour les articles homonymes, voir Coup d'État (homonymie).
Pour plus de détails, voir Fiche technique et Distribution.
Coup d'État (戒厳令, Kaigenrei) est un film japonais réalisé par Yoshishige Yoshida, sorti en 1973.

## Synopsis
La tentative de coup d’État du 2 février 1936 au Japon.

## Fiche technique
- Titre : Coup d'État[1]
- Titre original : 戒厳令 (Kaigenrei?)
- Réalisation : Yoshishige Yoshida
- Scénario : Minoru Betsuyaku
- Photographie : Motokichi Hasegawa
- Décors : Akira Naitō
- Musique : Toshi Ichiyanagi
- Société de production : Art Theatre Guild et Gendai Eigasha
- Pays de production :  Japon
- Langue originale : japonais
- Format : noir et blanc - 35 mm - son mono
- Genre : drame
- Durée : 110 minutes[2]
- Date de sortie :
  - Japon : 7 juillet 1973[2]
  - France : 10 octobre 1974[1]

## Distribution
- Rentarō Mikuni : Kazuki Kitamura / Ikki Kita
- Yasuyo Matsumura (ja) : Suzu, femme de Kazuki
- Yazue Miyake : jeune soldat
- Akiko Kurano (ja) : femme du soldat
- Tadahiko Sugano : Nishida
- Taketoshi Naitō : officier
- Key Linuma : Iwasa
- Kazunaga Tsuji (ja) : Heigo Asahi
- Masako Yagi (ja) : sœur de Heigo

## Sélections
- Festival de Cannes 1973[3]
- Festival de Pesaro 1973[4]